# Саелісес (Куенка)
Саелісес (ісп. Saelices) — муніципалітет в Іспанії, у складі автономної спільноти Кастилія-Ла-Манча, у провінції Куенка. Населення — 651 особа (2010).
Муніципалітет розташований на відстані близько 95 км на південний схід від Мадрида, 60 км на захід від Куенки.

## Демографія
Динаміка населення (INE ):